# Игуату (Парана)
Игуату (порт. Iguatu) — муниципалитет в Бразилии, входит в штат Парана. Составная часть мезорегиона Запад штата Парана. Входит в экономико-статистический микрорегион Каскавел. Население составляет 1693 человека на 2006 год. Занимает площадь 106,937 км². Плотность населения — 15,8 чел./км².

## Статистика
- Валовой внутренний продукт на 2003 год составляет 38 194 681,00 реалов (данные: Бразильский институт географии и статистики).
- Валовой внутренний продукт на душу населения на 2003 год составляет 19 587,02 реалов (данные: Бразильский институт географии и статистики).
- Индекс развития человеческого потенциала на 2000 год составляет 0,701 (данные: Программа развития ООН).